# 이면 (1577년)
이면(李葂, 1577년∼1597년)은 조선의 문신이다. 본관은 덕수(德水)이다. 조부는 덕연부원군 이정(李貞)이며, 덕풍부원군 충무공 이순신(李舜臣)의 3남이다. 증 통정대부 이조참의(贈通政大夫吏曹叅議)를 지냈다.

## 생애
충무공 이순신과 정경부인 상주방씨 사이에서 셋째 아들로 태어났다. 인물이 누구보다 뛰어나고 지혜와 용맹을 갖추었으며 영리하고 말타기와 활쏘기를 잘했다. 정유재란 당시 명량해전에서 대패한 일본군이 이순신에 대한 보복으로 아산현에 습격하였으며 항쟁하다 왜군 3명을 베고 21세의 나이에 전사하였다.
```
임진왜란
이 발발하자 충무공 
이순신
은 일가를 전라좌수영이 있는 여수로 피난시켰다. 고령의 노모와 죽은형들의 자식들을 돌보기 위한 결정이었다. 선조 26년(1593) 
이순신
의 셋째 아들 
이면
은 일가를 따라 여수 고음천(여수시 웅천동 송현마을)으로 피난하였다. 
이순신
 일가는 임진왜란이 명과 왜의 협상으로 소강 상태에 들어가고, 
이순신
이 
원균
의 참소로 1597년 3월 옥에 갇히자 여수를 떠나 본래의 고향인 충청남도 온양으로 돌아왔다. 
임진왜란
 당시 아산은 왜군의 진격로에서 비켜나 있었기 때문에 직접적인 피해가 없었으나 명과 왜의 협상이 결렬되자 왜군은 재차 상륙하여 한성으로 진격하였다. 이때의 
정유재란
 진격로는 
임진왜란
 때와는 달리 전라도와 충청도를 유린하면서 진격하였기 때문에 일반 백성들의 피해가 컸다. 1597년 8월 남원을 점령한 왜군은 9월 부여, 임천, 한산으로 올라와 공주를 점령하고 천안으로 진출하였다. 그러나 한성으로 향하던 왜군은 직산의 소사평전투에서 명군에게 패하여 북상이 좌절되었다. 패퇴를 시작한 왜군은 내포의 각지를 유린하였다. 충청남도 아산 지역도 이때 왜군 패잔병이 침입하여 큰 피해를 입었다. 아산에 침입한 왜병은 이순신의 본가도 유린하였다. 이때 
이면
은 아산에서 어머니를 모시고 있었는데, 왜병이 마을에 침입하자 활과 칼을 들고 싸웠다. 
이면
은 왜병 3명을 죽였으나 숨어 있던 왜병에게 칼을 맞아 순절하였다.
```

충무공 이순신은 난중일기에서 이면의 죽음 소식을 듣고 애통해했다.
```
저녁에 천안에서 온 사람이 집에서 보낸 편지를 전하는데, 봉함을 뜯기도 전에 온몸이 먼저 떨리고 정신이 어지러웠다. 거칠게 겉면을 뜯고 열이 쓴 편지를 보니 겉면에 ‘통곡’ 두 자가 쓰여 있었다. 면이 적과 싸우다 죽었음을 알고, 간담이 떨어져 목 놓아 통곡하였다. 하늘이 어찌 이다지도 어질지 못하는가? 간담이 타고 찢어지는 것 같다. 내가 죽고 네가 사는 것이 이치에 마땅한데, 네가 죽고 내가 살았으니 어쩌다 이처럼 이치에 어긋났는가? 천지가 깜깜하고 해조차도 빛이 변했구나. 슬프다, 내 아들아! 나를 버리고 어디로 갔느냐! 영리하기가 보통을 넘어섰기에 하늘이 이 세상에 머물게 하지 않은 것이냐! 내가 지은 죄 때문에 화가 네 몸에 미친 것이냐! 내 이제 세상에서 누구에게 의지할 것이냐! 너를 따라 죽어서 지하에서 같이 지내고 같이 울고 싶지만 네 형, 네 누이, 네 어머니가 의지할 곳이 없으므로 아직은 참고 목숨을 이을 수 밖에 없구나! 마음은 죽고 껍데기만 남은 채 울부짖을 따름이다. 하룻밤 지내기가 한 해를 지내는 것 같구나. 1597년 10월 14일.
```

```
나는 내일이 막내아들이 죽었다는 소식을 들은 지 나흘째인데도 마음 놓고 통곡하지도 못했다. 1597년 10월 16일.
```

```
어두울 무렵에 코피를 한 되 넘게 흘렸다. 밤에 앉아서 생각하다가 눈물이 나니, 어떻게 말로 하겠는가? 이제는 혼령이 되었으니, 어찌 끝내 불효가 여기까지 이르게 될 줄 알았겠는가? 비통함에 가슴이 찢어지는 듯하니 억누를 수가 없다. 1597년 10월 19일.
```

## 평가
충무공 이순신의 삼남 이면(李葂)은 1577년 10월 초순경(4~6일경) 가족과 함께 장남 이회(李薈)의 차남 이지석(李之晳)의 처가가 있는 해암리 방향으로 피난을 가던 중 왜군이 본가 부근에 와 분탕질을 한다는 소식을 전해 듣고 본가로 가 보았으나 왜군이 보이지 않아 주변을 탐문해 대동리 쪽에 있다는 말을 듣고 탕정면 용두리와 염치읍 백암리 부근에 흐르는 용두천에서 왜군과 맞서 싸우다 전사한 것으로 추정된다.
이면의 묘의 비석에는 다음과 같이 기록되어 있다.
```
(좌측면) 선조30년(1597) 정유년 9월 16일 명량해전 뒤에 충무공 
이순신
은 서해를 거슬러 칠산바다를 거쳐 고군산도에 까지 갔다가 우수영으로 돌아 내려온 것은 20여일 뒤인 10월 9일이었다. 다시 몇날 뒤 10월 14일 새벽 꿈에 말을 달려가다가 길 아래 넘어지자 셋째 아들 면이와 안는 형상을 보고 깨었는데 저녁에 둘째아들 열의 편지를 받으니 겉봉에 통곡 두 글자를 썻고 안에는 면이 왜적과 싸우다가 전사한 놀라운 소식이 적혀 있었다.
```

```
(후면) 면은 1577년 정축 충무공 
이순신
이 33세가 되던해 정원에 났는데 어려서부터 인물이 누구보다 뛰어나고 지혜와 용맹을 갖추었으며 말달리고 활쏘기를 잘하므로 공은 그가 가장 자기를 닮았다 하여 가장 믿고 사랑하던 아들인데 뜻밖에도 이런 소식을 들은 것이라 큰소리로 울부짖으며 분하고 애통한 마음을 하소할 길이 없었다. 이 때 왜적들은 저 유명한 
명량해전
에서 패전한 분풀이를 하려고 공의 고향 아산으로 올라와 마을 안에서 분탕질을 치고 있었는데 면은 어머님을 모시고 고향집에서 있다가 이 소문을 듣고 뛰쳐나가 왜적과 싸우다 전사하니 애석도 하다. 때에 나이는 21세이었다. 충무공은 아들의 슬픈 소식을 듣던 그날의 일기에 이같이 적었다. “내가 죽고 네가 사는 것이 옳은 이친데 네가 죽고 내가 살다니 남달리 영특하므로 하늘이 이 세상에 머물러 두지 않는 것이냐 슬프다 내 아들아 나를 버리고 어디로 갔느냐 천지가 캄캄하다” 충무공은 밤새도록 울었다. 밤마다 울었다. 흰 띠를 띠고 통곡했다. 공은 10여일이 지나 그달 29일에 목포 고하도로 진을 옮기고 또 다음해 2월 17일 멀리 고금도로 옮겨 가 마지막 진을 쳤다.
```

```
(우측면) 어느 날이었다. 공은 어슴푸레 낮잠이 들었는데 면이 꿈에 나타나 자기를 죽인 왜적이 공의 진 속에 사로잡혀 와 있음을 알려주어 포로들 중에서 그 놈을 찾아내어 아들의 원수를 갚아 주었거니와 면은 이같이 어린 나이로 조국을 위해 생명을 의롭게 받쳤으므로 과연 그 아버지에 그 아들로서 이름이 천추에 전할 것이다.
```

충무공 이순신이 노량해전에서 전사한 이후 추숭에 대한 움직임은 간간이 있어 왔다. 특히 정조 연간에는 정조가 주도적으로 나서 왜적과 싸운 위인들을 추숭하였는데, 이 과정에 이순신의 아들들이 순사하였지만 정려와 증직하지 않았던 것을 발견하였다. 그래서 정조는 이면, 이훈, 이신을 정려하기 위해 여러차례 논의를 주도하였다. 그러나 이면의 경우 아버지인 이순신 생전에 죽었기 때문에 효자로 정려할 수 없고, 벼슬도 없었기 때문에 충신으로 정려할 수 없었다. 이에 정조는 몇년을 기다려 이충무공전서를 어명으로 편찬하고, 이면을 이조참의로 증직하여 국가에서 기리도록 하였다.

## 가족 관계
- 증조부 : 이백록(李百祿), 선교랑 평시서 봉사
- 증조모 : 초계 변씨(草溪卞氏), 변성(卞誠)의 딸
  - 조부 : 증 좌의정 덕연부원군(德淵府院君) 이정(李貞, 1511~1583)
  - 조모 : 증 정경부인 초계 변씨(草溪卞氏, 1515~1597) - 변수림(卞守琳)의 딸
    - 백부 : 이희신(李羲臣, 1535~1587), 증 병조참판
    - 숙부 : 이요신(李堯臣, 1542~1580), 증 호조참판동의금부사
    - 부 : 이순신(李舜臣, 1545~1598), 효충장의적의협력선무공신 덕풍부원군(德豐府院君) 증(贈) 좌의정, 가증(加贈) 영의정, 시호 충무(忠武)
    - 모 : 정경부인 상주 방씨(尙州 方氏; 온양 방씨)
      - 형 : 이회(李薈, 1567~1625) 선무1등공훈, 훈련원 첨정, 증 승정원 좌승지
      - 형수 : 증 숙부인 광산김씨(첨지 중추부사 김정휘의 딸)
      - 형 : 이예(李䓲, 1571~1631) 형조정랑, 증 승정원 좌승지
      - 본인 : 이면(李葂, 1577~1597) 증 이조 참의, 정유재란시 왜군과 교전 중 전사

    - 모 : 해주 오씨(海州吳氏; 해주 오씨) 
      - 동생 : 이훈(李薰, 1574~1624) 무과, 증 병조참의, 이괄의 난 진압 중 전사
      - 동생 : 이신(李藎, 미상~1627) 무과, 증 병조참의, 정묘호란시 종형제 이완과 함께 전사

    - 숙부 : 이우신(李禹臣, 미상), 참봉

## 문헌
葂 未娶卒 一五七七年宣祖丁丑生有膽略善騎射 一五九七年宣祖丁酉十月 遇委于牙山連 殺賊中伏匁而死 之正宗朝特 贈通政大夫吏曹叅議▶墓牙山白岩里有表石

## 관련 작품
- 1949년 단편소설 <이 충무공과 그 아들> - 김동인
- 2004년 KBS드라마 《불멸의 이순신》- 배우 김영준
- 2001년 김훈의 장편 소설 <칼의 노래>
- 2023년 영화 《노량》- 배우 여진구